# Lista de jogos eletrônicos da Activision: 2000–2009
A seguir está uma lista de jogos eletrônicos da Activision de 2000 a 2009.
| Titulo                                               | Plataforma(s)        | Data de lançamento      | Desenvolvedor(s)                                                                             | Ref.    |
| ---------------------------------------------------- | -------------------- | ----------------------- | -------------------------------------------------------------------------------------------- | ------- |
| Vigilante 8: 2nd Offense                             | Dreamcast            | 8 de fevereiro de 2000  | Luxoflux                                                                                     |         |
| Disney's Tarzan                                      | Nintendo 64          | 14 de fevereiro de 2000 | Eurocom                                                                                      | [ 1 ]   |
| Tony Hawk's Pro Skater                               | Nintendo 64          | 15 de março de 2000     | Edge of Reality                                                                              |         |
| Star Trek: Armada                                    | Microsoft Windows    | 22 de março de 2000     | Activision                                                                                   |         |
| Alundra 2: A New Legend Begins                       | PlayStation          | 23 de março de 2000     | Matrix Software                                                                              |         |
| Soldier of Fortune                                   | Microsoft Windows    | 29 de março de 2000     | Raven Software                                                                               |         |
| Tony Hawk's Pro Skater                               | Game Boy Color       | 30 de março de 2000     | Natsume Co., Ltd.                                                                            |         |
| Vampire: The Masquerade - Redemption                 | Microsoft Windows    | 7 de junho de 2000      | Nihilistic Software                                                                          |         |
| Covert Ops: Nuclear Dawn                             | PlayStation          | 20 de junho de 2000     | Sugar & Rockets                                                                              | [ 2 ]   |
| Star Trek: ConQuest Online                           | Microsoft Windows    | 20 de junho de 2000     | Genetic Anomalies                                                                            | [ 3 ]   |
| Dark Reign 2                                         | Microsoft Windows    | 27 de junho de 2000     | Pandemic Studios                                                                             | [ 4 ]   |
| Cyber Troopers Virtual On: Oratorio Tangram          | Dreamcast            | 30 de junho de 2000     | CSK Research Institute                                                                       |         |
| Toy Story 2: Buzz Lightyear to the Rescue!           | Dreamcast            | 30 de junho de 2000     | Traveller's Tales                                                                            | [ 5 ]   |
| X-Men: Mutant Academy                                | PlayStation          | 6 de julho de 2000      | Paradox Development                                                                          | [ 6 ]   |
| X-Men: Mutant Academy                                | Game Boy Color       | Julho de 2000           | Crawfish Interactive                                                                         | [ 6 ]   |
| Tenchu 2: Birth of the Stealth Assassins             | PlayStation          | 15 de agosto de 2000    | Acquire                                                                                      | [ 7 ]   |
| Star Trek: Invasion                                  | PlayStation          | 22 de agosto de 2000    | Warthog                                                                                      |         |
| Spider-Man                                           | PlayStation          | 24 de agosto de 2000    | Neversoft                                                                                    |         |
| Spider-Man                                           | Game Boy Color       | 1 de setembro de 2000   | Vicarious Visions                                                                            |         |
| Tony Hawk's Pro Skater 2                             | PlayStation          | 19 de setembro de 2000  | Neversoft                                                                                    | [ 8 ]   |
| Star Trek: Voyager - Elite Force                     | Microsoft Windows    | 20 de setembro de 2000  | Raven Software                                                                               | [ 9 ]   |
| Wizards & Warriors                                   | Microsoft Windows    | 27 de setembro de 2000  | Heuristic Park                                                                               | [ 10 ]  |
| Buzz Lightyear of Star Command                       | Dreamcast            | 3 de outubro de 2000    | Traveller's Tales                                                                            |         |
| Buzz Lightyear of Star Command                       | PlayStation          | 10 de outubro de 2000   | Traveller's Tales                                                                            |         |
| Call to Power II                                     | Microsoft Windows    | 20 de outubro de 2000   | Activision                                                                                   | [ 11 ]  |
| Tony Hawk's Pro Skater 2                             | Microsoft Windows    | 24 de outubro de 2000   | LTI Gray Matter                                                                              | [ 8 ]   |
| Orphen: Scion of Sorcery                             | PlayStation 2        | 26 de outubro de 2000   | Shade                                                                                        |         |
| Tony Hawk's Pro Skater 2                             | Game Boy Color       | 6 de novembro de 2000   | Natsume Co., Ltd.                                                                            | [ 12 ]  |
| Buzz Lightyear of Star Command                       | Game Boy Color       | 7 de novembro de 2000   | Traveller's Tales                                                                            |         |
| Tony Hawk's Pro Skater 2                             | Dreamcast            | 7 de novembro de 2000   | Treyarch                                                                                     | [ 12 ]  |
| X-Men: Mutant Wars                                   | Game Boy Color       | 7 de novembro de 2000   | HAL / Avit                                                                                   |         |
| Blade                                                | Game Boy Color       | 14 de novembro de 2000  | HAL / Avit                                                                                   |         |
| Sky Odyssey                                          | PlayStation 2        | 14 de novembro de 2000  | Cross                                                                                        | [ 13 ]  |
| Spider-Man                                           | Nintendo 64          | 20 de novembro de 2000  | Edge of Reality                                                                              |         |
| Disney's 102 Dalmatians: Puppies to the Rescue       | Game Boy Color       | 21 de novembro de 2000  | Digital Eclipse                                                                              |         |
| Blade                                                | PlayStation          | 24 de novembro de 2000  | HammerHead                                                                                   | [ 14 ]  |
| Star Wars: Demolition                                | Dreamcast            | 28 de novembro de 2000  | Luxoflux                                                                                     |         |
| Walt Disney World Quest: Magical Racing Tour         | Game Boy Color       | 5 de dezembro de 2000   | Crystal Dynamics                                                                             |         |
| Road Champs: BXS Stunt Biking                        | Game Boy Color       | 10 de dezembro de 2000  | HotGen                                                                                       |         |
| The Lion King: Simba's Mighty Adventure              | Game Boy Color       | 27 de dezembro de 2000  | Torus Games                                                                                  |         |
| Cabela's Grand Slam Hunting: North American 29       | Microsoft Windows    | 2000                    | N-Fusion                                                                                     |         |
| Weakest Link                                         | PlayStation 2        | 10 de janeiro de 2001   | Traveller's Tales                                                                            |         |
| The Lion King: Simba's Mighty Adventure              | PlayStation          | 12 de janeiro de 2001   | Paradox Development                                                                          |         |
| Toy Story Racer                                      | Game Boy Color       | 6 de março de 2001      | Tiertex Design Studios                                                                       |         |
| Toy Story Racer                                      | PlayStation          | 6 de março de 2001      | Traveller's Tales                                                                            | [ 15 ]  |
| Star Trek: Away Team                                 | Microsoft Windows    | 14 de março de 2001     | Reflexive Entertainment                                                                      | [ 16 ]  |
| The Simpsons Wrestling                               | PlayStation          | 23 de março de 2001     | Big Ape Productions                                                                          | [ 17 ]  |
| Tech Deck Skateboarding                              | Game Boy Color       | 26 de março de 2001     | Handheld Games                                                                               |         |
| Spider-Man                                           | Dreamcast            | 20 de abril de 2001     | Treyarch                                                                                     |         |
| Mat Hoffman's Pro BMX                                | Game Boy Color       | 15 de maio de 2001      | HotGen                                                                                       | [ 18 ]  |
| Mat Hoffman's Pro BMX                                | PlayStation          | 15 de maio de 2001      | Runecraft / Shaba Games                                                                      | [ 18 ]  |
| Spider-Man 2: The Sinister Six                       | Game Boy Color       | 15 de maio de 2001      | Torus Games                                                                                  | [ 19 ]  |
| X-Men: Wolverine's Rage                              | Game Boy Color       | 15 de maio de 2001      | Digital Eclipse                                                                              | [ 19 ]  |
| Commander Keen                                       | Game Boy Color       | 17 de maio de 2001      | David A. Palmer Productions / Id Software                                                    | [ 20 ]  |
| World's Scariest Police Chases                       | PlayStation          | 21 de maio de 2001      | Unique Development Studios                                                                   | [ 21 ]  |
| Pinobee: Wings of Adventure                          | Game Boy Advance     | 31 de maio de 2001      | Artoon                                                                                       | [ 22 ]  |
| Tony Hawk's Pro Skater 2                             | Game Boy Advance     | 11 de junho de 2001     | Vicarious Visions                                                                            | [ 23 ]  |
| Tomb Raider: Curse of the Sword                      | Game Boy Color       | 25 de junho de 2001     | Core Design                                                                                  | [ 24 ]  |
| Bloody Roar 3                                        | PlayStation 2        | 26 de junho de 2001     | Eighting                                                                                     | [ 25 ]  |
| Bomberman Tournament                                 | Game Boy Advance     | 29 de junho de 2001     | Hudson Soft                                                                                  | [ 22 ]  |
| Tony Hawk's Pro Skater 2                             | Nintendo 64          | 22 de agosto de 2001    | Edge of Reality                                                                              | [ 26 ]  |
| Spider-Man 2: Enter: Electro                         | PlayStation          | 26 de agosto de 2001    | Vicarious Visions                                                                            |         |
| Stuart Little: The Journey Home                      | Game Boy Color       | 4 de setembro de 2001   | Tiertex Design Studios                                                                       | [ 27 ]  |
| Mat Hoffman's Pro BMX                                | Dreamcast            | 12 de setembro de 2001  | Runecraft                                                                                    | [ 28 ]  |
| Spider-Man 2: Enter - Electro                        | PlayStation          | 18 de setembro de 2001  | Vicarious Visions                                                                            | [ 29 ]  |
| Spider-Man                                           | Microsoft Windows    | 19 de setembro de 2001  | LTI Gray Matter                                                                              |         |
| Spider-Man: Mysterio's Menace                        | Game Boy Advance     | 20 de setembro de 2001  | Vicarious Visions                                                                            |         |
| X-Men: Mutant Academy 2                              | PlayStation          | 20 de setembro de 2001  | Paradox Development                                                                          | [ 29 ]  |
| Supercar Street Challenge                            | Microsoft Windows    | 25 de setembro de 2001  | Exakt Entertainment                                                                          | [ 30 ]  |
| Supercar Street Challenge                            | PlayStation 2        | 25 de setembro de 2001  | Exakt Entertainment                                                                          | [ 30 ]  |
| Weakest Link                                         | Microsoft Windows    | 25 de setembro de 2001  | Traveller's Tales                                                                            | [ 31 ]  |
| X-Men: Reign of Apocalypse                           | Game Boy Advance     | 26 de setembro de 2001  | Digital Eclipse                                                                              |         |
| Mat Hoffman's Pro BMX                                | Microsoft Windows    | 28 de setembro de 2001  | LTI Gray Matter                                                                              | [ 32 ]  |
| Weakest Link                                         | PlayStation          | 28 de setembro de 2001  | Traveller's Tales                                                                            | [ 31 ]  |
| Doom                                                 | Game Boy Advance     | 26 de outubro de 2001   | David A. Palmer Productions                                                                  |         |
| Tony Hawk's Pro Skater 3                             | PlayStation          | 30 de outubro de 2001   | Shaba Games                                                                                  | [ 33 ]  |
| Tony Hawk's Pro Skater 3                             | PlayStation 2        | 30 de outubro de 2001   | Neversoft                                                                                    | [ 33 ]  |
| Alienators: Evolution Continues                      | Game Boy Advance     | 7 de novembro de 2001   | Digital Eclipse                                                                              |         |
| Jackie Chan Adventures: Legend of the Dark Hand      | Game Boy Advance     | 7 de novembro de 2001   | Torus Games                                                                                  |         |
| Tony Hawk's Pro Skater 2x                            | Xbox                 | 12 de novembro de 2001  | Treyarch                                                                                     | [ 34 ]  |
| Mat Hoffman's Pro BMX                                | Game Boy Advance     | 14 de novembro de 2001  | HotGen                                                                                       |         |
| Tony Hawk's Pro Skater 3                             | Game Boy Color       | 14 de novembro de 2001  | HotGen                                                                                       | [ 35 ]  |
| Star Trek: Armada II                                 | Microsoft Windows    | 16 de novembro de 2001  | Mad Doc Software                                                                             | [ 36 ]  |
| Tony Hawk's Pro Skater 3                             | GameCube             | 18 de novembro de 2001  | Neversoft                                                                                    | [ 37 ]  |
| Return to Castle Wolfenstein                         | Microsoft Windows    | 19 de novembro de 2001  | Gray Matter Studios / Nerve Software                                                         | [ 38 ]  |
| Shaun Palmer's Pro Snowboarder                       | Game Boy Color       | Novembro de 2001        | ITL                                                                                          |         |
| Shaun Palmer's Pro Snowboarder                       | PlayStation 2        | Novembro de 2001        | Dear Soft                                                                                    |         |
| Shaun Palmer's Pro Snowboarder                       | Game Boy Advance     | 4 de dezembro de 2001   | Natsume Co., Ltd.                                                                            |         |
| Wreckless: The Yakuza Missions                       | Xbox                 | 6 de fevereiro de 2002  | Bunkasha Games                                                                               |         |
| Star Trek: Bridge Commander                          | Microsoft Windows    | 26 de fevereiro de 2002 | Totally Games                                                                                | [ 39 ]  |
| Tony Hawk's Pro Skater 3                             | Game Boy Advance     | 5 de março de 2002      | Vicarious Visions                                                                            | [ 40 ]  |
| Tony Hawk's Pro Skater 3                             | Xbox                 | 5 de março de 2002      | Neversoft                                                                                    | [ 40 ]  |
| Bloody Roar: Primal Fury                             | GameCube             | 19 de março de 2002     | Eighting                                                                                     | [ 41 ]  |
| Space Invaders                                       | Game Boy Advance     | 19 de março de 2002     | Torus Games                                                                                  |         |
| Tony Hawk's Pro Skater 3                             | Microsoft Windows    | 28 de março de 2002     | Gearbox Software                                                                             | [ 42 ]  |
| Spider-Man                                           | Game Boy Advance     | 16 de abril de 2002     | Digital Eclipse                                                                              |         |
| Spider-Man                                           | GameCube             | 16 de abril de 2002     | Treyarch                                                                                     |         |
| Spider-Man                                           | Microsoft Windows    | 16 de abril de 2002     | LTI Gray Matter                                                                              | [ 43 ]  |
| Spider-Man                                           | PlayStation 2        | 16 de abril de 2002     | Treyarch                                                                                     |         |
| Spider-Man                                           | Xbox                 | 16 de abril de 2002     | Treyarch                                                                                     |         |
| Soldier of Fortune II: Double Helix                  | Microsoft Windows    | 1 de maio de 2002       | Raven Software                                                                               | [ 44 ]  |
| Lost Kingdoms                                        | GameCube             | 28 de maio de 2002      | FromSoftware                                                                                 | [ 45 ]  |
| XXX                                                  | Game Boy Advance     | 9 de agosto de 2002     | Digital Eclipse                                                                              |         |
| Mat Hoffman's Pro BMX 2                              | Game Boy Advance     | 13 de agosto de 2002    | HotGen                                                                                       | [ 46 ]  |
| Mat Hoffman's Pro BMX 2                              | PlayStation 2        | 13 de agosto de 2002    | Rainbow Studios                                                                              | [ 46 ]  |
| Mat Hoffman's Pro BMX 2                              | Xbox                 | 13 de agosto de 2002    | Rainbow Studios                                                                              | [ 46 ]  |
| Street Hoops                                         | PlayStation 2        | 13 de agosto de 2002    | Black Ops Entertainment                                                                      | [ 47 ]  |
| Street Hoops                                         | Xbox                 | 13 de agosto de 2002    | Black Ops Entertainment                                                                      | [ 47 ]  |
| Medieval: Total War                                  | Microsoft Windows    | 20 de agosto de 2002    | The Creative Assembly                                                                        |         |
| Tony Hawk's Pro Skater 3                             | Nintendo 64          | 20 de agosto de 2002    | Edge of Reality                                                                              |         |
| Blade II                                             | PlayStation 2        | 3 de setembro de 2002   | Mucky Foot Productions                                                                       | [ 48 ]  |
| Blade II                                             | Xbox                 | 3 de setembro de 2002   | Mucky Foot Productions                                                                       | [ 48 ]  |
| Kelly Slater's Pro Surfer                            | Game Boy Advance     | 17 de setembro de 2002  | HotGen                                                                                       |         |
| Kelly Slater's Pro Surfer                            | GameCube             | 17 de setembro de 2002  | Treyarch                                                                                     |         |
| Kelly Slater's Pro Surfer                            | PlayStation 2        | 17 de setembro de 2002  | Treyarch                                                                                     |         |
| Kelly Slater's Pro Surfer                            | Xbox                 | 17 de setembro de 2002  | Treyarch                                                                                     |         |
| Mat Hoffman's Pro BMX 2                              | GameCube             | 8 de outubro de 2002    | Gratuitous Games                                                                             |         |
| X-Men: Next Dimension                                | GameCube             | 15 de outubro de 2002   | Exakt Entertainment                                                                          |         |
| X-Men: Next Dimension                                | PlayStation 2        | 15 de outubro de 2002   | Paradox Development                                                                          |         |
| Doom II                                              | Game Boy Advance     | 23 de outubro de 2002   | Torus Games                                                                                  |         |
| Tony Hawk's Pro Skater 4                             | GameCube             | 23 de outubro de 2002   | Neversoft                                                                                    |         |
| Tony Hawk's Pro Skater 4                             | PlayStation          | 23 de outubro de 2002   | Vicarious Visions                                                                            |         |
| Tony Hawk's Pro Skater 4                             | PlayStation 2        | 23 de outubro de 2002   | Neversoft                                                                                    |         |
| Tony Hawk's Pro Skater 4                             | Xbox                 | 23 de outubro de 2002   | Neversoft                                                                                    |         |
| Tony Hawk's Pro Skater 4                             | Game Boy Advance     | 29 de outubro de 2002   | Vicarious Visions                                                                            |         |
| X-Men: Next Dimension                                | Xbox                 | 29 de outubro de 2002   | Paradox Development                                                                          |         |
| Disney's Tarzan: Return to the Jungle                | Game Boy Advance     | 31 de outubro de 2002   | Digital Eclipse                                                                              | [ 49 ]  |
| Star Trek: Starfleet Command III                     | Microsoft Windows    | 7 de novembro de 2002   | Taldren                                                                                      | [ 50 ]  |
| Rally Fusion: Race of Champions                      | PlayStation 2        | 12 de novembro de 2002  | Climax Studios                                                                               | [ 51 ]  |
| Rally Fusion: Race of Champions                      | Xbox                 | 12 de novembro de 2002  | Climax Studios                                                                               | [ 51 ]  |
| Wreckless: The Yakuza Missions                       | GameCube             | 12 de novembro de 2002  | Broadsword Interactive                                                                       |         |
| Wreckless: The Yakuza Missions                       | PlayStation 2        | 12 de novembro de 2002  | Broadsword Interactive                                                                       |         |
| Minority Report: Everybody Runs                      | GameCube             | 19 de novembro de 2002  | Treyarch                                                                                     |         |
| Minority Report: Everybody Runs                      | PlayStation 2        | 19 de novembro de 2002  | Treyarch                                                                                     |         |
| Minority Report: Everybody Runs                      | Xbox                 | 19 de novembro de 2002  | Treyarch                                                                                     |         |
| Street Hoops                                         | GameCube             | 26 de novembro de 2002  | Black Ops Entertainment                                                                      |         |
| The Invincible Iron Man                              | Game Boy Advance     | 10 de dezembro de 2002  | Torus Games                                                                                  |         |
| Minority Report: Everybody Runs                      | Game Boy Advance     | 11 de dezembro de 2002  | Torus Games                                                                                  |         |
| Gods and Generals                                    | Microsoft Windows    | 1 de março de 2003      | Anivision Value                                                                              |         |
| Tenchu: Wrath of Heaven                              | PlayStation 2        | 4 de março de 2003      | K2                                                                                           |         |
| X2: Wolverine's Revenge                              | Game Boy Advance     | 15 de abril de 2003     | Vicarious Visions                                                                            | [ 52 ]  |
| X2: Wolverine's Revenge                              | GameCube             | 15 de abril de 2003     | GenePool Software                                                                            |         |
| X2: Wolverine's Revenge                              | Microsoft Windows    | 15 de abril de 2003     | LTI Gray Matter                                                                              | [ 52 ]  |
| X2: Wolverine's Revenge                              | PlayStation 2        | 15 de abril de 2003     | GenePool Software                                                                            |         |
| Medieval: Total War - Viking Invasion                | Microsoft Windows    | 6 de maio de 2003       | The Creative Assembly                                                                        |         |
| Return to Castle Wolfenstein: Tides of War           | Xbox                 | 6 de maio de 2003       | Gray Matter Studios / Threewave Software                                                     | [ 53 ]  |
| Day of Defeat                                        | Microsoft Windows    | 6 de maio de 2003       | Valve                                                                                        |         |
| Lost Kingdoms II                                     | GameCube             | 13 de maio de 2003      | FromSoftware                                                                                 | [ 54 ]  |
| Return to Castle Wolfenstein: Operation Resurrection | PlayStation 2        | 27 de maio de 2003      | Gray Matter Studios / Threewave Software                                                     | [ 55 ]  |
| Wolfenstein: Enemy Territory                         | Linux                | 28 de maio de 2003      | Splash Damage                                                                                | [ 56 ]  |
| Wolfenstein: Enemy Territory                         | Microsoft Windows    | 28 de maio de 2003      | Splash Damage                                                                                | [ 56 ]  |
| Wakeboarding Unleashed Featuring Shaun Murray        | PlayStation 2        | 3 de junho de 2003      | Shaba Games                                                                                  | [ 57 ]  |
| Wakeboarding Unleashed Featuring Shaun Murray        | Xbox                 | 3 de junho de 2003      | Shaba Games                                                                                  | [ 57 ]  |
| Star Trek: Elite Force II                            | Microsoft Windows    | 24 de junho de 2003     | Ritual Entertainment                                                                         | [ 58 ]  |
| Soldier of Fortune II: Double Helix                  | Xbox                 | 17 de julho de 2003     | Gratuitous Games                                                                             | [ 59 ]  |
| Disney's Extreme Skate Adventure                     | Game Boy Advance     | 3 de setembro de 2003   | Vicarious Visions                                                                            | [ 60 ]  |
| Disney's Extreme Skate Adventure                     | GameCube             | 3 de setembro de 2003   | Toys for Bob                                                                                 | [ 60 ]  |
| Disney's Extreme Skate Adventure                     | PlayStation 2        | 3 de setembro de 2003   | Toys for Bob                                                                                 | [ 60 ]  |
| Disney's Extreme Skate Adventure                     | Xbox                 | 3 de setembro de 2003   | Toys for Bob                                                                                 | [ 60 ]  |
| Star Wars: Jedi Knight - Jedi Academy                | Microsoft Windows    | 16 de setembro de 2003  | Raven Software / Threewave Software                                                          | [ 61 ]  |
| Tony Hawk's Pro Skater                               | N-Gage               | 13 de outubro de 2003   | Ideaworks                                                                                    |         |
| Empires: Dawn of the Modern World                    | Microsoft Windows    | 21 de outubro de 2003   | Stainless Steel Studios                                                                      |         |
| Tony Hawk's Underground                              | Game Boy Advance     | 28 de outubro de 2003   | Vicarious Visions                                                                            | [ 62 ]  |
| Tony Hawk's Underground                              | GameCube             | 28 de outubro de 2003   | Neversoft                                                                                    | [ 62 ]  |
| Tony Hawk's Underground                              | PlayStation 2        | 28 de outubro de 2003   | Neversoft                                                                                    | [ 62 ]  |
| Tony Hawk's Underground                              | Xbox                 | 28 de outubro de 2003   | Neversoft                                                                                    | [ 62 ]  |
| Call of Duty                                         | Microsoft Windows    | 29 de outubro de 2003   | Infinity Ward                                                                                | [ 63 ]  |
| True Crime: Streets of LA                            | GameCube             | 4 de novembro de 2003   | Luxoflux                                                                                     | [ 64 ]  |
| True Crime: Streets of LA                            | PlayStation 2        | 4 de novembro de 2003   | Luxoflux                                                                                     | [ 64 ]  |
| True Crime: Streets of LA                            | Xbox                 | 4 de novembro de 2003   | Luxoflux                                                                                     | [ 64 ]  |
| Pitfall: The Lost Expedition                         | GameCube             | 18 de fevereiro de 2004 | Edge of Reality                                                                              | [ 65 ]  |
| Pitfall: The Lost Expedition                         | PlayStation 2        | 18 de fevereiro de 2004 | Edge of Reality                                                                              | [ 65 ]  |
| Pitfall: The Lost Expedition                         | Xbox                 | 18 de fevereiro de 2004 | Edge of Reality                                                                              | [ 65 ]  |
| Pitfall: The Lost Expedition                         | Game Boy Advance     | 20 de fevereiro de 2004 | Torus Games                                                                                  | [ 65 ]  |
| MTX Mototrax                                         | PlayStation 2        | 3 de março de 2004      | Left Field Productions / Shaba Games                                                         | [ 66 ]  |
| MTX Mototrax                                         | Xbox                 | 3 de março de 2004      | Left Field Productions / Shaba Games                                                         | [ 66 ]  |
| Tenchu: Return from Darkness                         | Xbox                 | 9 de março de 2004      | Prosoft                                                                                      | [ 67 ]  |
| Shrek 2                                              | GameCube             | 4 de maio de 2004       | Luxoflux                                                                                     | [ 68 ]  |
| Shrek 2                                              | Microsoft Windows    | 4 de maio de 2004       | KnowWonder                                                                                   | [ 68 ]  |
| Shrek 2                                              | PlayStation 2        | 4 de maio de 2004       | Luxoflux                                                                                     | [ 68 ]  |
| Shrek 2                                              | Xbox                 | 4 de maio de 2004       | Luxoflux                                                                                     | [ 68 ]  |
| True Crime: Streets of LA                            | Microsoft Windows    | 14 de maio de 2004      | LTI Gray Matter                                                                              | [ 69 ]  |
| Spider-Man 2                                         | Microsoft Windows    | 28 de junho de 2004     | The Fizz Factor                                                                              |         |
| Spider-Man 2                                         | GameCube             | 29 de junho de 2004     | Treyarch                                                                                     |         |
| Spider-Man 2                                         | PlayStation 2        | 29 de junho de 2004     | Treyarch                                                                                     |         |
| Spider-Man 2                                         | Xbox                 | 29 de junho de 2004     | Treyarch                                                                                     |         |
| Doom 3                                               | Microsoft Windows    | 3 de agosto de 2004     | Id Software / Splash Damage                                                                  | [ 70 ]  |
| Call of Duty: United Offensive                       | Microsoft Windows    | 14 de setembro de 2004  | Gray Matter Studios / Pi Studios                                                             |         |
| X-Men: Legends                                       | GameCube             | 21 de setembro de 2004  | Raven Software                                                                               | [ 71 ]  |
| X-Men: Legends                                       | PlayStation 2        | 21 de setembro de 2004  | Raven Software                                                                               | [ 71 ]  |
| X-Men: Legends                                       | Xbox                 | 21 de setembro de 2004  | Raven Software                                                                               | [ 71 ]  |
| Rome: Total War                                      | Microsoft Windows    | 22 de setembro de 2004  | The Creative Assembly                                                                        |         |
| Shark Tale                                           | GameCube             | 27 de setembro de 2004  | Edge of Reality                                                                              |         |
| Shark Tale                                           | PlayStation 2        | 27 de setembro de 2004  | Edge of Reality                                                                              |         |
| Shark Tale                                           | Xbox                 | 27 de setembro de 2004  | Edge of Reality                                                                              |         |
| Shark Tale                                           | Microsoft Windows    | 28 de setembro de 2004  | KnowWonder                                                                                   |         |
| Shark Tale                                           | Game Boy Advance     | Setembro de 2004        | Vicarious Visions                                                                            |         |
| Tony Hawk's Underground 2                            | Game Boy Advance     | 4 de outubro de 2004    | Vicarious Visions                                                                            |         |
| Tony Hawk's Underground 2                            | GameCube             | 4 de outubro de 2004    | Neversoft                                                                                    |         |
| Tony Hawk's Underground 2                            | Microsoft Windows    | 4 de outubro de 2004    | Beenox                                                                                       |         |
| Tony Hawk's Underground 2                            | PlayStation 2        | 4 de outubro de 2004    | Neversoft                                                                                    |         |
| Tony Hawk's Underground 2                            | Xbox                 | 4 de outubro de 2004    | Neversoft                                                                                    |         |
| Shrek 2: Beg for Mercy!                              | Game Boy Advance     | 26 de outubro de 2004   | Vicarious Visions                                                                            | [ 72 ]  |
| Shrek 2: Team Action                                 | Microsoft Windows    | 3 de novembro de 2004   | Beenox                                                                                       | [ 72 ]  |
| Lemony Snicket's A Series of Unfortunate Events      | GameCube             | 9 de novembro de 2004   | Adrenium Games                                                                               |         |
| Lemony Snicket's A Series of Unfortunate Events      | Microsoft Windows    | 9 de novembro de 2004   | KnowWonder                                                                                   |         |
| Lemony Snicket's A Series of Unfortunate Events      | PlayStation 2        | 9 de novembro de 2004   | Adrenium Games                                                                               |         |
| Lemony Snicket's A Series of Unfortunate Events      | Xbox                 | 9 de novembro de 2004   | Adrenium Games                                                                               |         |
| Lemony Snicket's A Series of Unfortunate Events      | Game Boy Advance     | 10 de novembro de 2004  | Griptonite                                                                                   |         |
| Cabela's Big Game Hunter: 2005 Adventures            | Game Boy Advance     | 11 de novembro de 2004  | Torus Games                                                                                  |         |
| Call of Duty: Finest Hour                            | GameCube             | 16 de novembro de 2004  | Exakt Entertainment                                                                          | [ 73 ]  |
| Call of Duty: Finest Hour                            | PlayStation 2        | 16 de novembro de 2004  | Spark Unlimited / Kuju Surrey                                                                | [ 73 ]  |
| Call of Duty: Finest Hour                            | Xbox                 | 16 de novembro de 2004  | Spark Unlimited / Kuju Surrey                                                                | [ 73 ]  |
| Spider-Man 2                                         | Nintendo DS          | 16 de novembro de 2004  | Vicarious Visions                                                                            |         |
| Vampire: The Masquerade - Bloodlines                 | Microsoft Windows    | 18 de novembro de 2004  | Troika Games                                                                                 | [ 74 ]  |
| Spider-Man & Friends                                 | Microsoft Windows    | 18 de novembro de 2004  |                                                                                              | [ 75 ]  |
| Spider-Man 2                                         | Game Boy Advance     | 2004                    | Digital Eclipse                                                                              |         |
| Spider-Man 2                                         | N-Gage               | 2004                    | Backbone Entertainment / Digital Eclipse                                                     |         |
| X-Men: Legends                                       | N-Gage               | 7 de fevereiro de 2005  | Barking Lizards Technologies                                                                 |         |
| Tony Hawk's Underground 2: Remix                     | PlayStation Portable | 15 de março de 2005     | Shaba Games                                                                                  | [ 76 ]  |
| Wolfenstein: Enemy Territory                         | Macintosh            | 22 de março de 2005     | Aspyr                                                                                        |         |
| Spider-Man 2                                         | PlayStation Portable | 24 de março de 2005     | Vicarious Visions / Driver-Inter                                                             | [ 76 ]  |
| Doom 3                                               | Xbox                 | 5 de abril de 2005      | Vicarious Visions                                                                            |         |
| Madagascar                                           | Game Boy Advance     | 23 de maio de 2005      | Vicarious Visions                                                                            | [ 77 ]  |
| Madagascar                                           | PlayStation 2        | 23 de maio de 2005      | Toys for Bob                                                                                 | [ 77 ]  |
| Madagascar                                           | Xbox                 | 23 de maio de 2005      | Toys for Bob                                                                                 | [ 77 ]  |
| Madagascar                                           | GameCube             | 24 de maio de 2005      | Toys for Bob                                                                                 | [ 77 ]  |
| Madagascar                                           | Microsoft Windows    | 24 de maio de 2005      | Beenox                                                                                       | [ 77 ]  |
| Madagascar                                           | Nintendo DS          | 24 de maio de 2005      | Vicarious Visions                                                                            | [ 77 ]  |
| Fantastic Four                                       | Game Boy Advance     | 28 de junho de 2005     | Torus Games                                                                                  | [ 78 ]  |
| Fantastic Four                                       | GameCube             | 28 de junho de 2005     | 7 Studios                                                                                    | [ 78 ]  |
| Fantastic Four                                       | Microsoft Windows    | 28 de junho de 2005     | Beenox                                                                                       | [ 78 ]  |
| Fantastic Four                                       | PlayStation 2        | 28 de junho de 2005     | 7 Studios                                                                                    | [ 78 ]  |
| Fantastic Four                                       | Xbox                 | 28 de junho de 2005     | 7 Studios                                                                                    | [ 78 ]  |
| World Series of Poker                                | Xbox                 | 31 de agosto de 2005    | Left Field Productions                                                                       | [ 79 ]  |
| World Series of Poker                                | PlayStation 2        | 8 de setembro de 2005   | Left Field Productions                                                                       | [ 79 ]  |
| World Series of Poker                                | PlayStation Portable | 8 de setembro de 2005   | Left Field Productions                                                                       | [ 79 ]  |
| Cabela's Outdoor Adventures                          | GameCube             | 13 de setembro de 2005  | Magic Wand Productions                                                                       |         |
| Cabela's Outdoor Adventures                          | PlayStation 2        | 13 de setembro de 2005  | Sand Grain Studios                                                                           |         |
| Cabela's Outdoor Adventures                          | Xbox                 | 14 de setembro de 2005  | Fun Labs                                                                                     |         |
| World Series of Poker                                | GameCube             | 14 de setembro de 2005  | Left Field Productions                                                                       | [ 79 ]  |
| X-Men: Legends II - Rise of Apocalypse               | GameCube             | 21 de setembro de 2005  | Raven Software / SuperVillain Studios                                                        |         |
| X-Men: Legends II - Rise of Apocalypse               | Microsoft Windows    | 21 de setembro de 2005  | Beenox                                                                                       |         |
| X-Men: Legends II - Rise of Apocalypse               | PlayStation 2        | 21 de setembro de 2005  | Raven Software / SuperVillain Studios                                                        |         |
| X-Men: Legends II - Rise of Apocalypse               | Xbox                 | 21 de setembro de 2005  | Raven Software / SuperVillain Studios                                                        |         |
| Ultimate Spider-Man                                  | Game Boy Advance     | 22 de setembro de 2005  | Vicarious Visions                                                                            | [ 80 ]  |
| Ultimate Spider-Man                                  | GameCube             | 22 de setembro de 2005  | Treyarch                                                                                     | [ 80 ]  |
| Ultimate Spider-Man                                  | Microsoft Windows    | 22 de setembro de 2005  | Beenox                                                                                       | [ 80 ]  |
| Ultimate Spider-Man                                  | Nintendo DS          | 22 de setembro de 2005  | Vicarious Visions                                                                            | [ 80 ]  |
| Ultimate Spider-Man                                  | PlayStation 2        | 22 de setembro de 2005  | Treyarch                                                                                     | [ 80 ]  |
| Ultimate Spider-Man                                  | Xbox                 | 22 de setembro de 2005  | Treyarch                                                                                     | [ 80 ]  |
| World Series of Poker                                | Microsoft Windows    | Setembro de 2005        | Left Field Productions                                                                       |         |
| Ty the Tasmanian Tiger 3: Night of the Quinkan       | GameCube             | 11 de outubro de 2005   | Krome Studios                                                                                |         |
| Ty the Tasmanian Tiger 3: Night of the Quinkan       | PlayStation 2        | 11 de outubro de 2005   | Krome Studios                                                                                |         |
| Ty the Tasmanian Tiger 3: Night of the Quinkan       | Xbox                 | 11 de outubro de 2005   | Krome Studios                                                                                |         |
| Tony Hawk's American Sk8land                         | Game Boy Advance     | 15 de outubro de 2005   | Vicarious Visions                                                                            |         |
| Tony Hawk's American Sk8land                         | Nintendo DS          | 15 de outubro de 2005   | Vicarious Visions                                                                            | [ 81 ]  |
| Greg Hastings' Tournament Paintball Max'd            | Xbox                 | 18 de outubro de 2005   | WXP                                                                                          |         |
| Quake 4                                              | Microsoft Windows    | 18 de outubro de 2005   | Raven Software / Id Software                                                                 | [ 82 ]  |
| Tony Hawk's American Wasteland                       | GameCube             | 18 de outubro de 2005   | Neversoft                                                                                    |         |
| Tony Hawk's American Wasteland                       | PlayStation 2        | 18 de outubro de 2005   | Neversoft                                                                                    |         |
| Tony Hawk's American Wasteland                       | Xbox                 | 18 de outubro de 2005   | Neversoft                                                                                    |         |
| X-Men: Legends II - Rise of Apocalypse               | PlayStation Portable | 18 de outubro de 2005   | Raven Software / SuperVillain Studios                                                        | [ 83 ]  |
| Call of Duty 2                                       | Microsoft Windows    | 25 de outubro de 2005   | Infinity Ward / Pi Studios                                                                   |         |
| Shrek SuperSlam                                      | Game Boy Advance     | 25 de outubro de 2005   | Amaze Entertainment                                                                          | [ 84 ]  |
| Shrek SuperSlam                                      | GameCube             | 25 de outubro de 2005   | Shaba Games                                                                                  | [ 84 ]  |
| Shrek SuperSlam                                      | Nintendo DS          | 25 de outubro de 2005   | Amaze Entertainment                                                                          | [ 84 ]  |
| Shrek SuperSlam                                      | PlayStation 2        | 25 de outubro de 2005   | Shaba Games                                                                                  | [ 84 ]  |
| Shrek SuperSlam                                      | Xbox                 | 25 de outubro de 2005   | Shaba Games                                                                                  | [ 84 ]  |
| X-Men: Legends II - Rise of Apocalypse               | N-Gage               | 31 de outubro de 2005   | Barking Lizards Technologies                                                                 |         |
| Call of Duty 2: Big Red One                          | GameCube             | 1 de novembro de 2005   | Treyarch / High Voltage Software                                                             | [ 85 ]  |
| Call of Duty 2: Big Red One                          | PlayStation 2        | 1 de novembro de 2005   | Treyarch / High Voltage Software                                                             | [ 85 ]  |
| Call of Duty 2: Big Red One                          | Xbox                 | 1 de novembro de 2005   | Treyarch / High Voltage Software                                                             | [ 85 ]  |
| Shamu's Deep Sea Adventures                          | PlayStation 2        | 1 de novembro de 2005   | Sand Grain Studios                                                                           |         |
| Shamu's Deep Sea Adventures                          | Xbox                 | 1 de novembro de 2005   | Sand Grain Studios                                                                           |         |
| Shrek SuperSlam                                      | Microsoft Windows    | 1 de novembro de 2005   | LTI Gray Matter                                                                              |         |
| Madagascar: Operation Penguin                        | Game Boy Advance     | 7 de novembro de 2005   | Vicarious Visions                                                                            |         |
| Fantastic 4: Flame On                                | Game Boy Advance     | 8 de novembro de 2005   | Torus Games                                                                                  |         |
| Gun                                                  | GameCube             | 8 de novembro de 2005   | Neversoft / Shaba Games                                                                      | [ 86 ]  |
| Gun                                                  | Microsoft Windows    | 8 de novembro de 2005   | Beenox                                                                                       | [ 86 ]  |
| Gun                                                  | PlayStation 2        | 8 de novembro de 2005   | Neversoft / Shaba Games                                                                      | [ 86 ]  |
| Gun                                                  | Xbox                 | 8 de novembro de 2005   | SuperVillain Studios                                                                         | [ 86 ]  |
| Shamu's Deep Sea Adventures                          | Game Boy Advance     | 8 de novembro de 2005   | Humagade                                                                                     |         |
| Shamu's Deep Sea Adventures                          | GameCube             | 8 de novembro de 2005   | Sand Grain Studios                                                                           |         |
| Shamu's Deep Sea Adventures                          | Nintendo DS          | 8 de novembro de 2005   | Humagade                                                                                     |         |
| The Movies                                           | Microsoft Windows    | 8 de novembro de 2005   | Lionhead Studios                                                                             | [ 87 ]  |
| Tony Hawk's American Wasteland                       | Xbox 360             | 14 de novembro de 2005  | Neversoft / Shaba Games / SuperVillain Studios                                               |         |
| True Crime: New York City                            | GameCube             | 16 de novembro de 2005  | Exakt Entertainment                                                                          | [ 88 ]  |
| True Crime: New York City                            | PlayStation 2        | 16 de novembro de 2005  | Luxoflux / Z-Axis                                                                            | [ 88 ]  |
| True Crime: New York City                            | Xbox                 | 16 de novembro de 2005  | Exakt Entertainment                                                                          | [ 88 ]  |
| Gun                                                  | Xbox 360             | 17 de novembro de 2005  | Neversoft / Shaba Games                                                                      |         |
| Call of Duty 2                                       | Xbox 360             | 22 de novembro de 2005  | Infinity Ward / Pi Studios                                                                   |         |
| Quake 4                                              | Xbox 360             | 22 de novembro de 2005  | Raven Software / Id Software                                                                 | [ 89 ]  |
| Tony Hawk's Underground                              | Microsoft Windows    | 2005                    | Beenox                                                                                       |         |
| Tony Hawk's American Wasteland                       | Microsoft Windows    | 6 de fevereiro de 2006  | Neversoft                                                                                    | [ 90 ]  |
| Cabela's Outdoor Adventures                          | Microsoft Windows    | 7 de março de 2006      | Magic Wand Productions                                                                       |         |
| Over the Hedge                                       | Nintendo DS          | 5 de maio de 2006       | Vicarious Visions                                                                            |         |
| Over the Hedge                                       | GameCube             | 9 de maio de 2006       | Edge of Reality                                                                              |         |
| Over the Hedge                                       | Microsoft Windows    | 9 de maio de 2006       | Beenox                                                                                       |         |
| Over the Hedge                                       | PlayStation 2        | 9 de maio de 2006       | Edge of Reality                                                                              |         |
| Over the Hedge                                       | Xbox                 | 9 de maio de 2006       | Edge of Reality                                                                              |         |
| X-Men: The Official Game                             | Game Boy Advance     | 16 de maio de 2006      | WayForward Technologies                                                                      |         |
| X-Men: The Official Game                             | GameCube             | 16 de maio de 2006      | Hypnos Entertainment                                                                         |         |
| X-Men: The Official Game                             | Microsoft Windows    | 16 de maio de 2006      | Beenox                                                                                       |         |
| X-Men: The Official Game                             | Nintendo DS          | 16 de maio de 2006      | Amaze Entertainment                                                                          |         |
| X-Men: The Official Game                             | PlayStation 2        | 16 de maio de 2006      | Z-Axis                                                                                       |         |
| X-Men: The Official Game                             | Xbox                 | 16 de maio de 2006      | Z-Axis                                                                                       |         |
| X-Men: The Official Game                             | Xbox 360             | 16 de maio de 2006      | Z-Axis                                                                                       |         |
| Greg Hastings' Tournament Paintball Max'd            | Nintendo DS          | 17 de maio de 2006      | Nightlight Studios                                                                           |         |
| Over the Hedge                                       | Game Boy Advance     | Maio de 2006            | Vicarious Visions                                                                            |         |
| The Movies: Stunts & Effects                         | Microsoft Windows    | 6 de junho de 2006      | Lionhead Studios                                                                             | [ 91 ]  |
| MTX Mototrax                                         | PlayStation Portable | 26 de junho de 2006     | Left Field Productions                                                                       |         |
| The Ultimate Doom                                    | Xbox Live Arcade     | 27 de setembro de 2006  | Nerve Software                                                                               |         |
| Greg Hastings' Tournament Paintball Max'd            | PlayStation 2        | Setembro de 2006        | WXP                                                                                          |         |
| Gun: Showdown                                        | PlayStation Portable | 10 de outubro de 2006   | Rebellion Developments                                                                       | [ 92 ]  |
| Marvel Ultimate Alliance                             | Game Boy Advance     | 24 de outubro de 2006   | Barking Lizards Technologies                                                                 |         |
| Marvel Ultimate Alliance                             | Microsoft Windows    | 24 de outubro de 2006   | Beenox                                                                                       |         |
| Marvel Ultimate Alliance                             | PlayStation 2        | 24 de outubro de 2006   | Raven Software                                                                               |         |
| Marvel Ultimate Alliance                             | PlayStation Portable | 24 de outubro de 2006   | Vicarious Visions                                                                            |         |
| Marvel Ultimate Alliance                             | Xbox                 | 24 de outubro de 2006   | Raven Software                                                                               |         |
| Marvel Ultimate Alliance                             | Xbox 360             | 24 de outubro de 2006   | Raven Software                                                                               |         |
| Tony Hawk's Downhill Jam                             | Nintendo DS          | 24 de outubro de 2006   | Vicarious Visions                                                                            |         |
| Bakugan: Defenders of the Core                       | Nintendo DS          | 26 de outubro de 2006   | Now Production                                                                               |         |
| The Barbie Diaries: High School Mystery              | Microsoft Windows    | 30 de outubro de 2006   | Super-Ego Games                                                                              |         |
| Over the Hedge: Hammy Goes Nuts!                     | Nintendo DS          | 31 de outubro de 2006   | Amaze Entertainment                                                                          |         |
| Barbie in The 12 Dancing Princesses                  | Game Boy Advance     | Outubro de 2006         | WayForward Technologies                                                                      |         |
| Over the Hedge: Hammy Goes Nuts!                     | Game Boy Advance     | Outubro de 2006         | Vicarious Visions                                                                            |         |
| Call of Duty 3                                       | PlayStation 2        | 7 de novembro de 2006   | Treyarch / Pi Studios                                                                        |         |
| Call of Duty 3                                       | Xbox                 | 7 de novembro de 2006   | Treyarch / Pi Studios                                                                        |         |
| Call of Duty 3                                       | Xbox 360             | 7 de novembro de 2006   | Treyarch / Pi Studios                                                                        |         |
| Guitar Hero II                                       | PlayStation 2        | 7 de novembro de 2006   | Harmonix                                                                                     |         |
| Tony Hawk's Project 8                                | PlayStation 2        | 7 de novembro de 2006   | Shaba Games                                                                                  |         |
| Tony Hawk's Project 8                                | Xbox                 | 7 de novembro de 2006   | Shaba Games                                                                                  |         |
| Tony Hawk's Project 8                                | Xbox 360             | 7 de novembro de 2006   | Neversoft                                                                                    |         |
| Barbie in The 12 Dancing Princesses                  | Microsoft Windows    | 14 de novembro de 2006  | Blue Monkey Studios                                                                          |         |
| Call of Duty 3                                       | PlayStation 3        | 14 de novembro de 2006  | Treyarch / Pi Studios                                                                        |         |
| Shrek Smash N' Crash Racing                          | PlayStation 2        | 14 de novembro de 2006  | Torus Games                                                                                  |         |
| Marvel Ultimate Alliance                             | PlayStation 3        | 17 de novembro de 2006  | Raven Software                                                                               |         |
| Tony Hawk's Project 8                                | PlayStation 3        | 17 de novembro de 2006  | Neversoft                                                                                    |         |
| Tony Hawk's Downhill Jam                             | Wii                  | 19 de novembro de 2006  | Toys for Bob                                                                                 |         |
| Call of Duty 3                                       | Wii                  | 19 de novembro de 2006  | Exakt Entertainment                                                                          |         |
| Marvel Ultimate Alliance                             | Wii                  | 19 de novembro de 2006  | Vicarious Visions                                                                            |         |
| MTV Pimp My Ride                                     | Xbox 360             | 21 de novembro de 2006  | Eutechnyx                                                                                    |         |
| Over the Hedge: Hammy Goes Nuts!                     | PlayStation Portable | 21 de novembro de 2006  | Amaze Entertainment                                                                          |         |
| Tony Hawk's Project 8                                | PlayStation Portable | 21 de novembro de 2006  | Page 44 Studios                                                                              |         |
| Rapala: Tournament Fishing                           | Wii                  | 22 de novembro de 2006  | Magic Wand Productions                                                                       |         |
| Harley-Davidson: Race to the Rally                   | PlayStation Portable | 27 de novembro de 2006  | Sand Grain Studios                                                                           |         |
| Harley-Davidson: Race to the Rally                   | Microsoft Windows    | 28 de novembro de 2006  | Fun Labs                                                                                     |         |
| Shrek Smash N' Crash Racing                          | GameCube             | 28 de novembro de 2006  | Torus Games                                                                                  |         |
| Barbie in The 12 Dancing Princesses                  | PlayStation 2        | 29 de novembro de 2006  | Blue Monkey Studios                                                                          |         |
| Barbie in The 12 Dancing Princesses                  | Nintendo DS          | Novembro de 2006        | WayForward Technologies                                                                      |         |
| MTV Pimp My Ride                                     | PlayStation 2        | Novembro de 2006        | Eutechnyx                                                                                    |         |
| Shrek Smash N' Crash Racing                          | PlayStation Portable | 1 de dezembro de 2006   | Torus Games                                                                                  |         |
| Rapala Pro Fishing                                   | PlayStation Portable | 2006                    | Sand Grain Studios                                                                           |         |
| The Barbie Diaries: High School Mystery              | Game Boy Advance     | 2006                    | Gorilla Systems / NeoPong Software                                                           |         |
| Call of Duty: Roads to Victory                       | PlayStation Portable | 13 de março de 2007     | Amaze Entertainment                                                                          |         |
| Shrek Smash N' Crash Racing                          | Nintendo DS          | 17 de março de 2007     | Torus Games                                                                                  |         |
| Guitar Hero II                                       | Xbox 360             | 3 de abril de 2007      | Harmonix                                                                                     | [ 93 ]  |
| Spider-Man 3                                         | Game Boy Advance     | 3 de maio de 2007       | Vicarious Visions                                                                            |         |
| Spider-Man 3                                         | Microsoft Windows    | 4 de maio de 2007       | Beenox                                                                                       |         |
| Spider-Man 3                                         | Nintendo DS          | 4 de maio de 2007       | Vicarious Visions                                                                            |         |
| Spider-Man 3                                         | PlayStation 2        | 4 de maio de 2007       | Vicarious Visions                                                                            |         |
| Spider-Man 3                                         | PlayStation 3        | 4 de maio de 2007       | Treyarch                                                                                     |         |
| Spider-Man 3                                         | Wii                  | 4 de maio de 2007       | Vicarious Visions                                                                            |         |
| Spider-Man 3                                         | Xbox 360             | 4 de maio de 2007       | Treyarch                                                                                     |         |
| Shrek the Third                                      | Nintendo DS          | 8 de maio de 2007       | Vicarious Visions                                                                            |         |
| Tony Hawk's Downhill Jam                             | PlayStation 2        | 8 de maio de 2007       | SuperVillain Studios                                                                         |         |
| Shrek the Third                                      | Game Boy Advance     | 15 de maio de 2007      | Vicarious Visions                                                                            |         |
| Shrek the Third                                      | Microsoft Windows    | 15 de maio de 2007      | Amaze Entertainment / 7 Studios / Shaba Games                                                |         |
| Shrek the Third                                      | PlayStation 2        | 15 de maio de 2007      | Amaze Entertainment / Shaba Games                                                            |         |
| Shrek the Third                                      | PlayStation Portable | 15 de maio de 2007      | Amaze Entertainment                                                                          |         |
| Shrek the Third                                      | Wii                  | 15 de maio de 2007      | Amaze Entertainment / Shaba Games                                                            |         |
| Shrek the Third                                      | Xbox 360             | 15 de maio de 2007      | Amaze Entertainment / 7 Studios / Shaba Games                                                |         |
| Transformers: Autobots                               | Nintendo DS          | 19 de junho de 2006     | Vicarious Visions                                                                            |         |
| Transformers: Decepticons                            | Nintendo DS          | 19 de junho de 2007     | Vicarious Visions                                                                            |         |
| Transformers: The Game                               | Microsoft Windows    | 26 de junho de 2007     | Traveller's Tales                                                                            | [ 94 ]  |
| Transformers: The Game                               | PlayStation 2        | 26 de junho de 2007     | Traveller's Tales                                                                            | [ 94 ]  |
| Transformers: The Game                               | PlayStation 3        | 26 de junho de 2007     | Traveller's Tales                                                                            | [ 94 ]  |
| Transformers: The Game                               | Wii                  | 26 de junho de 2007     | Traveller's Tales                                                                            | [ 94 ]  |
| Transformers: The Game                               | Xbox 360             | 26 de junho de 2007     | Traveller's Tales                                                                            | [ 94 ]  |
| Guitar Hero Encore: Rocks the 80s                    | PlayStation 2        | 24 de julho de 2007     | Harmonix                                                                                     |         |
| Puppy Luv: Spa and Resort                            | Game Boy Advance     | 11 de setembro de 2007  | Humagade                                                                                     |         |
| Jewel Quest Expeditions                              | Nintendo DS          | 13 de setembro de 2007  | Mistic Software                                                                              |         |
| Puppy Luv: Spa and Resort                            | Nintendo DS          | 23 de setembro de 2007  | Humagade                                                                                     |         |
| Hot Wheels: Beat That!                               | Microsoft Windows    | 25 de setembro de 2007  | Eutechnyx                                                                                    |         |
| Hot Wheels: Beat That!                               | PlayStation 2        | 25 de setembro de 2007  | Eutechnyx                                                                                    |         |
| Hot Wheels: Beat That!                               | Wii                  | 25 de setembro de 2007  | Eutechnyx                                                                                    |         |
| Hot Wheels: Beat That!                               | Xbox 360             | 25 de setembro de 2007  | Eutechnyx                                                                                    |         |
| Enemy Territory: Quake Wars                          | Microsoft Windows    | 2 de outubro de 2007    | Splash Damage / Nerve Software                                                               | [ 95 ]  |
| Spider-Man: Friend or Foe                            | Microsoft Windows    | 2 de outubro de 2007    | Beenox                                                                                       |         |
| Spider-Man: Friend or Foe                            | PlayStation 2        | 2 de outubro de 2007    | Next Level Games                                                                             |         |
| Spider-Man: Friend or Foe                            | Wii                  | 2 de outubro de 2007    | Next Level Games                                                                             |         |
| Spider-Man: Friend or Foe                            | Xbox 360             | 2 de outubro de 2007    | Next Level Games                                                                             |         |
| Mahjong Quest: Expeditions                           | Nintendo DS          | 16 de outubro de 2007   | GameBrains                                                                                   |         |
| Spider-Man 3                                         | PlayStation Portable | 16 de outubro de 2007   | Vicarious Visions                                                                            |         |
| Tony Hawk's Proving Ground                           | Nintendo DS          | 26 de outubro de 2007   | Vicarious Visions                                                                            | [ 96 ]  |
| Tony Hawk's Proving Ground                           | PlayStation 2        | 26 de outubro de 2007   | Page 44 Studios                                                                              | [ 96 ]  |
| Tony Hawk's Proving Ground                           | PlayStation 3        | 26 de outubro de 2007   | Neversoft                                                                                    | [ 96 ]  |
| Tony Hawk's Proving Ground                           | Wii                  | 26 de outubro de 2007   | Page 44 Studios                                                                              | [ 96 ]  |
| Tony Hawk's Proving Ground                           | Xbox 360             | 26 de outubro de 2007   | Neversoft                                                                                    | [ 96 ]  |
| Bee Movie Game                                       | Microsoft Windows    | 22 de outubro de 2007   | Beenox                                                                                       |         |
| Bee Movie Game                                       | Nintendo DS          | 22 de outubro de 2007   | Vicarious Visions                                                                            |         |
| Bee Movie Game                                       | PlayStation 2        | 22 de outubro de 2007   | Beenox                                                                                       |         |
| Bee Movie Game                                       | Wii                  | 22 de outubro de 2007   | Smart Bomb Interactive                                                                       |         |
| Bee Movie Game                                       | Xbox 360             | 22 de outubro de 2007   | Beenox                                                                                       |         |
| Dancing With the Stars                               | Wii                  | 23 de outubro de 2007   | Zoë Mode                                                                                     | [ 97 ]  |
| Guitar Hero III: Legends of Rock                     | PlayStation 2        | 28 de outubro de 2007   | Budcat Creations                                                                             |         |
| Guitar Hero III: Legends of Rock                     | PlayStation 3        | 28 de outubro de 2007   | Neversoft                                                                                    |         |
| Guitar Hero III: Legends of Rock                     | Wii                  | 28 de outubro de 2007   | Vicarious Visions                                                                            |         |
| Guitar Hero III: Legends of Rock                     | Xbox 360             | 28 de outubro de 2007   | Neversoft                                                                                    |         |
| Barbie as the Island Princess                        | PlayStation 2        | 30 de outubro de 2007   | Ivolgamus                                                                                    |         |
| Barbie as the Island Princess                        | Wii                  | 30 de outubro de 2007   | Ivolgamus                                                                                    |         |
| Shrek: Ogres and Dronkeys                            | Nintendo DS          | 30 de outubro de 2007   | WayForward Technologies                                                                      | [ 98 ]  |
| Barbie as the Island Princess                        | Microsoft Windows    | 31 de outubro de 2007   | Ivolgamus                                                                                    |         |
| Barbie as the Island Princess                        | Nintendo DS          | 31 de outubro de 2007   | Human Soft                                                                                   |         |
| Dancing With the Stars                               | PlayStation 2        | 31 de outubro de 2007   | Zoë Mode                                                                                     | [ 97 ]  |
| Spanish for Everyone!                                | Nintendo DS          | Outubro de 2007         | Humagade                                                                                     |         |
| Call of Duty 4: Modern Warfare                       | Microsoft Windows    | 5 de novembro de 2007   | Infinity Ward                                                                                | [ 99 ]  |
| Call of Duty 4: Modern Warfare                       | Nintendo DS          | 5 de novembro de 2007   | N-Space                                                                                      | [ 99 ]  |
| Call of Duty 4: Modern Warfare                       | PlayStation 3        | 5 de novembro de 2007   | Infinity Ward / Demonware                                                                    | [ 99 ]  |
| Call of Duty 4: Modern Warfare                       | Xbox 360             | 5 de novembro de 2007   | Infinity Ward / Demonware                                                                    | [ 99 ]  |
| Cabela's Big Game Hunter                             | PlayStation 2        | 6 de novembro de 2007   | Sand Grain Studios                                                                           |         |
| Cabela's Big Game Hunter                             | Xbox 360             | 8 de novembro de 2007   | Fun Labs                                                                                     |         |
| Hot Wheels: Beat That!                               | Nintendo DS          | 8 de novembro de 2007   | Human Soft                                                                                   |         |
| Guitar Hero III: Legends of Rock                     | Microsoft Windows    | 13 de novembro de 2007  | Aspyr                                                                                        |         |
| Soldier of Fortune: Payback                          | Microsoft Windows    | 13 de novembro de 2007  | Cauldron                                                                                     |         |
| Soldier of Fortune: Payback                          | Xbox 360             | 13 de novembro de 2007  | Cauldron                                                                                     |         |
| Shrek-N-Roll                                         | Xbox Live Arcade     | 14 de novembro de 2007  | Backbone Entertainment                                                                       |         |
| Soldier of Fortune: Payback                          | PlayStation 3        | 20 de novembro de 2007  | Cauldron                                                                                     |         |
| Cabela's Big Game Hunter                             | Wii                  | 2007                    | Sand Grain Studios                                                                           |         |
| Barbie as the Island Princess                        | Game Boy Advance     | 2007                    | Human Soft                                                                                   |         |
| Puppy Luv: Your New Best Friend                      | Nintendo DS          | 1 de fevereiro de 2008  | GameMill Entertainment                                                                       |         |
| MTV Pimp My Ride                                     | Wii                  | 19 de fevereiro de 2008 | Eutechnyx                                                                                    |         |
| Enemy Territory: Quake Wars                          | PlayStation 3        | 27 de maio de 2008      | Underground Development                                                                      |         |
| Enemy Territory: Quake Wars                          | Xbox 360             | 27 de maio de 2008      | Nerve Software                                                                               |         |
| Kung Fu Panda                                        | Microsoft Windows    | 3 de junho de 2008      | Beenox                                                                                       |         |
| Kung Fu Panda                                        | Nintendo DS          | 3 de junho de 2008      | Vicarious Visions                                                                            |         |
| Kung Fu Panda                                        | PlayStation 2        | 3 de junho de 2008      | XPEC Entertainment / Luxoflux                                                                |         |
| Kung Fu Panda                                        | PlayStation 3        | 3 de junho de 2008      | Luxoflux / XPEC Entertainment                                                                |         |
| Kung Fu Panda                                        | Wii                  | 3 de junho de 2008      | XPEC Entertainment / Luxoflux                                                                |         |
| Kung Fu Panda                                        | Xbox 360             | 3 de junho de 2008      | Luxoflux / XPEC Entertainment                                                                |         |
| Guitar Hero: On Tour                                 | Nintendo DS          | 22 de junho de 2008     | Vicarious Visions                                                                            |         |
| Guitar Hero: Aerosmith                               | PlayStation 2        | 29 de junho de 2008     | Budcat Creations                                                                             |         |
| Guitar Hero: Aerosmith                               | PlayStation 3        | 29 de junho de 2008     | Neversoft                                                                                    |         |
| Guitar Hero: Aerosmith                               | Wii                  | 29 de junho de 2008     | Vicarious Visions                                                                            |         |
| Guitar Hero: Aerosmith                               | Xbox 360             | 29 de junho de 2008     | Neversoft                                                                                    |         |
| Golf: Tee It Up!                                     | Xbox Live Arcade     | 9 de julho de 2008      | Housemarque                                                                                  |         |
| Geometry Wars: Retro Evolved 2                       | Xbox Live Arcade     | 30 de julho de 2008     | Bizarre Creations                                                                            | [ 100 ] |
| Rapala's Fishing Frenzy                              | Wii                  | 2 de setembro de 2008   | Magic Wand Productions                                                                       |         |
| Cabela's Legendary Adventures                        | PlayStation 2        | 9 de setembro de 2008   | Fun Labs                                                                                     |         |
| Cabela's Legendary Adventures                        | PlayStation Portable | 9 de setembro de 2008   | Sand Grain Studios                                                                           |         |
| Cabela's Legendary Adventures                        | Wii                  | 9 de setembro de 2008   | Fun Labs                                                                                     |         |
| Barbie Fashion Show: An Eye for Style                | Microsoft Windows    | 23 de setembro de 2008  | CyberPlanet Interactive                                                                      |         |
| Barbie Fashion Show: An Eye for Style                | Nintendo DS          | 23 de setembro de 2008  | CyberPlanet Interactive                                                                      |         |
| Cabela's Dangerous Hunts 2009                        | PlayStation 2        | 23 de setembro de 2008  | Sand Grain Studios                                                                           |         |
| Cabela's Dangerous Hunts 2009                        | PlayStation 3        | 23 de setembro de 2008  | Sand Grain Studios                                                                           |         |
| Cabela's Dangerous Hunts 2009                        | Wii                  | 23 de setembro de 2008  | Fun Labs                                                                                     |         |
| Cabela's Dangerous Hunts 2009                        | Xbox 360             | 23 de setembro de 2008  | Fun Labs                                                                                     |         |
| Pitfall: The Lost Expedition                         | Wii                  | 23 de setembro de 2008  | Edge of Reality                                                                              | [ 101 ] |
| Crash: Mind over Mutant                              | Nintendo DS          | 7 de outubro de 2008    | Tose                                                                                         |         |
| Rapala's Fishing Frenzy                              | Xbox 360             | 17 de outubro de 2008   | Sand Grain Studios                                                                           |         |
| Barbie Horse Adventures: Riding Camp                 | Nintendo DS          | 21 de outubro de 2008   | Farmind                                                                                      |         |
| Barbie Horse Adventures: Riding Camp                 | Wii                  | 21 de outubro de 2008   | Pixel Tales                                                                                  |         |
| Dancing with the Stars: We Dance!                    | Nintendo DS          | 21 de outubro de 2008   | Jet Black Games                                                                              |         |
| Dancing with the Stars: We Dance!                    | Wii                  | 21 de outubro de 2008   | Jet Black Games                                                                              |         |
| Guitar Hero: Aerosmith                               | Macintosh            | 21 de outubro de 2008   | Neversoft                                                                                    |         |
| Guitar Hero: Aerosmith                               | Microsoft Windows    | 21 de outubro de 2008   | Neversoft                                                                                    |         |
| Spider-Man: Web of Shadows                           | Microsoft Windows    | 21 de outubro de 2008   | Aspyr                                                                                        |         |
| Spider-Man: Web of Shadows                           | Nintendo DS          | 21 de outubro de 2008   | Griptonite                                                                                   |         |
| Spider-Man: Web of Shadows                           | PlayStation 3        | 21 de outubro de 2008   | Shaba Games / Treyarch                                                                       |         |
| Spider-Man: Web of Shadows                           | Wii                  | 21 de outubro de 2008   | Treyarch / Shaba Games                                                                       |         |
| Spider-Man: Web of Shadows                           | Xbox 360             | 21 de outubro de 2008   | Shaba Games / Treyarch                                                                       |         |
| Spider-Man: Web of Shadows - Amazing Allies Edition  | PlayStation 2        | 21 de outubro de 2008   | Amaze Entertainment                                                                          |         |
| Spider-Man: Web of Shadows - Amazing Allies Edition  | PlayStation Portable | 21 de outubro de 2008   | Amaze Entertainment                                                                          |         |
| Transformers Animated: The Game                      | Nintendo DS          | 21 de outubro de 2008   | Artificial Mind & Movement                                                                   |         |
| Guitar Hero: World Tour                              | PlayStation 2        | 26 de outubro de 2008   | Budcat Creations                                                                             |         |
| Guitar Hero: World Tour                              | PlayStation 3        | 26 de outubro de 2008   | Neversoft                                                                                    |         |
| Guitar Hero: World Tour                              | Wii                  | 26 de outubro de 2008   | Vicarious Visions                                                                            |         |
| Guitar Hero: World Tour                              | Xbox 360             | 26 de outubro de 2008   | Neversoft                                                                                    |         |
| Monster Jam: Urban Assault                           | Wii                  | 28 de outubro de 2008   | Torus Games                                                                                  |         |
| Pirates: Hunt for Blackbeard's Booty                 | Wii                  | 28 de outubro de 2008   | Mad Monkey Studio                                                                            |         |
| Score International Baja 1000                        | PlayStation 2        | 28 de outubro de 2008   | Left Field Productions                                                                       |         |
| Score International Baja 1000                        | PlayStation 3        | 28 de outubro de 2008   | Left Field Productions                                                                       |         |
| Score International Baja 1000                        | Wii                  | 28 de outubro de 2008   | Left Field Productions                                                                       |         |
| Score International Baja 1000                        | Xbox 360             | 28 de outubro de 2008   | Left Field Productions                                                                       |         |
| Shrek's Carnival Craze Party Games                   | Microsoft Windows    | 28 de outubro de 2008   | Ivolgamus                                                                                    |         |
| Shrek's Carnival Craze Party Games                   | Nintendo DS          | 28 de outubro de 2008   | Ivolgamus                                                                                    |         |
| Shrek's Carnival Craze Party Games                   | PlayStation 2        | 28 de outubro de 2008   | Ivolgamus                                                                                    |         |
| Shrek's Carnival Craze Party Games                   | Wii                  | 28 de outubro de 2008   | Ivolgamus                                                                                    |         |
| Score International Baja 1000                        | Microsoft Windows    | Outubro de 2008         | Left Field Productions                                                                       |         |
| 007: Quantum of Solace                               | Microsoft Windows    | 4 de novembro de 2008   | Beenox                                                                                       | [ 102 ] |
| 007: Quantum of Solace                               | Nintendo DS          | 4 de novembro de 2008   | Vicarious Visions                                                                            | [ 102 ] |
| 007: Quantum of Solace                               | PlayStation 2        | 4 de novembro de 2008   | Eurocom                                                                                      | [ 102 ] |
| 007: Quantum of Solace                               | PlayStation 3        | 4 de novembro de 2008   | Treyarch / Nerve Software                                                                    | [ 102 ] |
| 007: Quantum of Solace                               | Wii                  | 4 de novembro de 2008   | Beenox                                                                                       | [ 102 ] |
| 007: Quantum of Solace                               | Xbox 360             | 4 de novembro de 2008   | Treyarch / Nerve Software                                                                    | [ 102 ] |
| Kung Fu Panda: Legendary Warriors                    | Nintendo DS          | 4 de novembro de 2008   | Artificial Mind & Movement                                                                   |         |
| Kung Fu Panda: Legendary Warriors                    | Wii                  | 4 de novembro de 2008   | Artificial Mind & Movement                                                                   |         |
| Madagascar: Escape 2 Africa                          | Microsoft Windows    | 4 de novembro de 2008   | Aspyr                                                                                        |         |
| Madagascar: Escape 2 Africa                          | Nintendo DS          | 4 de novembro de 2008   | Griptonite                                                                                   |         |
| Madagascar: Escape 2 Africa                          | PlayStation 2        | 4 de novembro de 2008   | Toys for Bob / Underground Development                                                       |         |
| Madagascar: Escape 2 Africa                          | PlayStation 3        | 4 de novembro de 2008   | Toys for Bob / Underground Development                                                       |         |
| Madagascar: Escape 2 Africa                          | Wii                  | 4 de novembro de 2008   | Toys for Bob / Underground Development                                                       |         |
| Madagascar: Escape 2 Africa                          | Xbox 360             | 4 de novembro de 2008   | Toys for Bob / Underground Development                                                       |         |
| Vigilante 8: Arcade                                  | Xbox Live Arcade     | 5 de novembro de 2008   | Isopod Labs                                                                                  | [ 103 ] |
| Big League Sports                                    | Wii                  | 11 de novembro de 2008  | Koolhaus Games                                                                               | [ 104 ] |
| Call of Duty: World at War                           | Microsoft Windows    | 11 de novembro de 2008  | Treyarch / Arkane Studios / Certain Affinity / Pi Studios / Spov                             |         |
| Call of Duty: World at War                           | PlayStation 3        | 11 de novembro de 2008  | Treyarch / Arkane Studios / Certain Affinity / Pi Studios / Spov                             |         |
| Call of Duty: World at War                           | Wii                  | 11 de novembro de 2008  | Exakt Entertainment                                                                          |         |
| Call of Duty: World at War                           | Xbox 360             | 11 de novembro de 2008  | Treyarch / Arkane Studios / Certain Affinity / Pi Studios / Spov                             |         |
| Call of Duty: World at War - Final Fronts            | PlayStation 2        | 11 de novembro de 2008  | Rebellion Developments                                                                       |         |
| Block Party                                          | Wii                  | 12 de novembro de 2008  | Ivolgamus                                                                                    |         |
| Call of Duty: World at War                           | Nintendo DS          | 14 de novembro de 2008  | N-Space                                                                                      |         |
| Guitar Hero: On Tour - Decades                       | Nintendo DS          | 16 de novembro de 2008  | Vicarious Visions                                                                            |         |
| Monkey Mischief!: Party Time                         | Wii                  | 18 de novembro de 2008  | Ivolgamus                                                                                    |         |
| NPPL Championship Paintball 2009                     | PlayStation 2        | 18 de novembro de 2008  | Fun Labs                                                                                     |         |
| NPPL Championship Paintball 2009                     | PlayStation 3        | 18 de novembro de 2008  | Fun Labs                                                                                     |         |
| NPPL Championship Paintball 2009                     | Wii                  | 18 de novembro de 2008  | Fun Labs                                                                                     |         |
| NPPL Championship Paintball 2009                     | Xbox 360             | 18 de novembro de 2008  | Fun Labs                                                                                     |         |
| Barbie Horse Adventures: Riding Camp                 | Microsoft Windows    | 20 de novembro de 2008  | Pixel Tales                                                                                  |         |
| Barbie Horse Adventures: Riding Camp                 | PlayStation 2        | 20 de novembro de 2008  | Pixel Tales                                                                                  |         |
| Rapala's Fishing Frenzy                              | PlayStation 3        | 21 de novembro de 2008  | Sand Grain Studios                                                                           |         |
| Mystery Case Files: Return to Ravenhearst            | Microsoft Windows    | 11 de fevereiro de 2009 | Big Fish Games                                                                               |         |
| Animal Planet: Emergency Vets                        | Nintendo DS          | 10 de março de 2009     | SilverBirch Studios                                                                          |         |
| Monster Jam: Urban Assault                           | PlayStation 2        | 12 de março de 2009     | Torus Games                                                                                  | [ 105 ] |
| Monster Jam: Urban Assault                           | PlayStation Portable | 12 de março de 2009     | Torus Games                                                                                  | [ 105 ] |
| Monsters vs. Aliens                                  | Microsoft Windows    | 24 de março de 2009     | Beenox                                                                                       |         |
| Monsters vs. Aliens                                  | Nintendo DS          | 24 de março de 2009     | Griptonite                                                                                   |         |
| Monsters vs. Aliens                                  | PlayStation 2        | 24 de março de 2009     | Beenox                                                                                       |         |
| Monsters vs. Aliens                                  | PlayStation 3        | 24 de março de 2009     | Beenox                                                                                       |         |
| Monsters vs. Aliens                                  | Wii                  | 24 de março de 2009     | Beenox                                                                                       |         |
| Monsters vs. Aliens                                  | Xbox 360             | 24 de março de 2009     | Beenox                                                                                       |         |
| Pimp My Ride: Street Racing                          | Nintendo DS          | 24 de março de 2009     | Virtuos                                                                                      |         |
| Guitar Hero: Metallica                               | PlayStation 2        | 29 de março de 2009     | Budcat Creations                                                                             |         |
| Guitar Hero: Metallica                               | PlayStation 3        | 29 de março de 2009     | Neversoft                                                                                    |         |
| Guitar Hero: Metallica                               | Wii                  | 29 de março de 2009     | Budcat Creations                                                                             |         |
| Guitar Hero: Metallica                               | Xbox 360             | 29 de março de 2009     | Neversoft                                                                                    |         |
| Mixed Messages                                       | Nintendo DSi         | 13 de abril de 2009     | Vicarious Visions                                                                            |         |
| X-Men Origins: Wolverine                             | Nintendo DS          | 1 de maio de 2009       | Griptonite                                                                                   |         |
| X-Men Origins: Wolverine                             | PlayStation 2        | 1 de maio de 2009       | Amaze Entertainment                                                                          |         |
| X-Men Origins: Wolverine                             | PlayStation Portable | 1 de maio de 2009       | Griptonite                                                                                   |         |
| X-Men Origins: Wolverine                             | Wii                  | 1 de maio de 2009       | Amaze Entertainment                                                                          |         |
| X-Men Origins: Wolverine - Uncaged Edition           | Microsoft Windows    | 1 de maio de 2009       | Raven Software                                                                               |         |
| X-Men Origins: Wolverine - Uncaged Edition           | PlayStation 3        | 1 de maio de 2009       | Raven Software                                                                               |         |
| X-Men Origins: Wolverine - Uncaged Edition           | Xbox 360             | 1 de maio de 2009       | Raven Software                                                                               |         |
| Space Camp                                           | Nintendo DS          | 26 de maio de 2009      | 7 Studios                                                                                    |         |
| Space Camp                                           | Wii                  | 26 de maio de 2009      | 7 Studios                                                                                    |         |
| Wolfenstein 3D                                       | PlayStation 3        | 3 de junho de 2009      | Nerve Software                                                                               | [ 106 ] |
| Wolfenstein 3D                                       | Xbox Live Arcade     | 3 de junho de 2009      | Nerve Software                                                                               | [ 106 ] |
| Guitar Hero: On Tour - Modern Hits                   | Nintendo DS          | 9 de junho de 2009      | Vicarious Visions                                                                            |         |
| Prototype                                            | Microsoft Windows    | 9 de junho de 2009      | Radical Entertainment                                                                        | [ 107 ] |
| Prototype                                            | PlayStation 3        | 9 de junho de 2009      | Radical Entertainment                                                                        | [ 107 ] |
| Prototype                                            | Xbox 360             | 9 de junho de 2009      | Radical Entertainment                                                                        | [ 107 ] |
| Big League Sports: Summer Sports                     | Nintendo DS          | 15 de junho de 2009     | Koolhaus Games                                                                               |         |
| Little League World Series Baseball 2009             | Wii                  | 15 de junho de 2009     | Now Production                                                                               |         |
| Guitar Hero Smash Hits                               | PlayStation 2        | 16 de junho de 2009     | Beenox                                                                                       |         |
| Guitar Hero Smash Hits                               | PlayStation 3        | 16 de junho de 2009     | Beenox                                                                                       |         |
| Guitar Hero Smash Hits                               | Wii                  | 16 de junho de 2009     | Beenox                                                                                       |         |
| Guitar Hero Smash Hits                               | Xbox 360             | 16 de junho de 2009     | Beenox                                                                                       |         |
| Little League World Series Baseball 2009             | Nintendo DS          | 23 de junho de 2009     | Black Lantern Studios                                                                        |         |
| Transformers: Revenge of the Fallen                  | PlayStation 2        | 23 de junho de 2009     | Krome Studios                                                                                |         |
| Transformers: Revenge of the Fallen                  | PlayStation 3        | 23 de junho de 2009     | Luxoflux / 7 Studios / Spov                                                                  |         |
| Transformers: Revenge of the Fallen                  | Wii                  | 23 de junho de 2009     | Krome Studios                                                                                |         |
| Transformers: Revenge of the Fallen                  | Xbox 360             | 23 de junho de 2009     | Luxoflux / 7 Studios / Spov                                                                  |         |
| Transformers: Revenge of the Fallen - Autobots       | Nintendo DS          | 23 de junho de 2009     | Vicarious Visions                                                                            |         |
| Transformers: Revenge of the Fallen - Decepticons    | Nintendo DS          | 23 de junho de 2009     | Vicarious Visions                                                                            |         |
| Ice Age: Dawn of the Dinosaurs                       | Microsoft Windows    | 30 de junho de 2009     | Eurocom                                                                                      |         |
| Ice Age: Dawn of the Dinosaurs                       | Nintendo DS          | 30 de junho de 2009     | Artificial Mind & Movement                                                                   |         |
| Ice Age: Dawn of the Dinosaurs                       | PlayStation 2        | 30 de junho de 2009     | Eurocom                                                                                      |         |
| Ice Age: Dawn of the Dinosaurs                       | PlayStation 3        | 30 de junho de 2009     | Eurocom                                                                                      |         |
| Ice Age: Dawn of the Dinosaurs                       | Wii                  | 30 de junho de 2009     | Eurocom                                                                                      |         |
| Ice Age: Dawn of the Dinosaurs                       | Xbox 360             | 30 de junho de 2009     | Eurocom                                                                                      |         |
| Guitar Hero: World Tour                              | Macintosh            | 15 de julho de 2009     | Aspyr                                                                                        |         |
| Guitar Hero: World Tour                              | Microsoft Windows    | 15 de julho de 2009     | Aspyr                                                                                        |         |
| Science Papa                                         | Nintendo DS          | 21 de julho de 2009     | Mad Monkey Studio                                                                            |         |
| Science Papa                                         | Wii                  | 21 de julho de 2009     | Mad Monkey Studio                                                                            |         |
| Transformers: Revenge of the Fallen                  | Microsoft Windows    | 23 de julho de 2009     | Beenox                                                                                       |         |
| Wolfenstein                                          | Microsoft Windows    | 18 de agosto de 2009    | Raven Software / Endrant Studios / Pi Studios / Threewave Software / Underground Development | [ 108 ] |
| Wolfenstein                                          | PlayStation 3        | 18 de agosto de 2009    | Raven Software / Endrant Studios / Pi Studios / Threewave Software / Underground Development | [ 108 ] |
| Wolfenstein                                          | Xbox 360             | 18 de agosto de 2009    | Raven Software / Endrant Studios / Pi Studios / Threewave Software / Underground Development | [ 108 ] |
| Guitar Hero 5                                        | PlayStation 2        | 1 de setembro de 2009   | Budcat Creations                                                                             |         |
| Guitar Hero 5                                        | PlayStation 3        | 1 de setembro de 2009   | Budcat Creations                                                                             |         |
| Guitar Hero 5                                        | Wii                  | 1 de setembro de 2009   | Budcat Creations                                                                             |         |
| Guitar Hero 5                                        | Xbox 360             | 1 de setembro de 2009   | Budcat Creations                                                                             |         |
| Arcade Zone                                          | Wii                  | 9 de agosto de 2009     | Ivolgamus                                                                                    |         |
| Cabela's Outdoor Adventures                          | PlayStation 2        | 8 de setembro de 2009   | Fun Labs                                                                                     |         |
| Cabela's Outdoor Adventures                          | PlayStation 3        | 8 de setembro de 2009   | Fun Labs                                                                                     |         |
| Cabela's Outdoor Adventures                          | Wii                  | 8 de setembro de 2009   | Fun Labs                                                                                     |         |
| Cabela's Outdoor Adventures                          | Xbox 360             | 8 de setembro de 2009   | Fun Labs                                                                                     |         |
| Marvel Ultimate Alliance 2                           | Nintendo DS          | 15 de setembro de 2009  | N-Space                                                                                      |         |
| Marvel Ultimate Alliance 2                           | PlayStation 2        | 15 de setembro de 2009  | N-Space                                                                                      |         |
| Marvel Ultimate Alliance 2                           | PlayStation 3        | 15 de setembro de 2009  | Vicarious Visions                                                                            |         |
| Marvel Ultimate Alliance 2                           | Wii                  | 15 de setembro de 2009  | N-Space                                                                                      |         |
| Marvel Ultimate Alliance 2                           | Xbox 360             | 15 de setembro de 2009  | Vicarious Visions                                                                            |         |
| Animal Planet: Vet Life                              | Nintendo DS          | 22 de setembro de 2009  | Big Blue Bubble                                                                              |         |
| Animal Planet: Vet Life                              | Wii                  | 22 de setembro de 2009  | Big Blue Bubble                                                                              |         |
| Marvel Ultimate Alliance 2                           | PlayStation Portable | 22 de setembro de 2009  | Savage Entertainment                                                                         |         |
| Cabela's Big Game Hunter 2010                        | PlayStation 3        | 29 de agosto de 2009    | Cauldron                                                                                     |         |
| Cabela's Big Game Hunter 2010                        | Wii                  | 29 de agosto de 2009    | Cauldron                                                                                     |         |
| Cabela's Big Game Hunter 2010                        | Xbox 360             | 29 de agosto de 2009    | Cauldron                                                                                     |         |
| Rapala: We Fish                                      | Wii                  | 29 de setembro de 2009  | Polygon Magic                                                                                |         |
| Cabela's Outdoor Adventures                          | Microsoft Windows    | 13 de outubro de 2009   | Fun Labs                                                                                     |         |
| Barbie and the Three Musketeers                      | Microsoft Windows    | 27 de outubro de 2009   | WayForward Technologies                                                                      |         |
| DJ Hero                                              | PlayStation 2        | 27 de outubro de 2009   | FreeStyleGames                                                                               |         |
| DJ Hero                                              | PlayStation 3        | 27 de outubro de 2009   | FreeStyleGames                                                                               |         |
| DJ Hero                                              | Wii                  | 27 de outubro de 2009   | FreeStyleGames                                                                               |         |
| DJ Hero                                              | Xbox 360             | 27 de outubro de 2009   | FreeStyleGames                                                                               |         |
| iCarly                                               | Nintendo DS          | 27 de outubro de 2009   | Human Soft                                                                                   |         |
| iCarly                                               | Wii                  | 27 de outubro de 2009   | Blitz Games                                                                                  |         |
| Madagascar: Kartz                                    | Nintendo DS          | 27 de outubro de 2009   | Virtuos                                                                                      |         |
| Madagascar: Kartz                                    | PlayStation 3        | 27 de outubro de 2009   | Sidhe Interactive                                                                            |         |
| Madagascar: Kartz                                    | Wii                  | 27 de outubro de 2009   | Sidhe Interactive                                                                            |         |
| Madagascar: Kartz                                    | Xbox 360             | 27 de outubro de 2009   | Sidhe Interactive                                                                            |         |
| Band Hero                                            | Nintendo DS          | 3 de novembro de 2009   | Vicarious Visions                                                                            |         |
| Band Hero                                            | PlayStation 2        | 3 de novembro de 2009   | Budcat Creations                                                                             |         |
| Band Hero                                            | PlayStation 3        | 3 de novembro de 2009   | Neversoft                                                                                    |         |
| Band Hero                                            | Wii                  | 3 de novembro de 2009   | Vicarious Visions                                                                            |         |
| Band Hero                                            | Xbox 360             | 3 de novembro de 2009   | Neversoft                                                                                    |         |
| Barbie and the Three Musketeers                      | Nintendo DS          | 3 de novembro de 2009   | WayForward Technologies                                                                      |         |
| Barbie and the Three Musketeers                      | Wii                  | 3 de novembro de 2009   | WayForward Technologies                                                                      |         |
| Jurassic: The Hunted                                 | PlayStation 2        | 3 de novembro de 2009   | Cauldron                                                                                     |         |
| Jurassic: The Hunted                                 | PlayStation 3        | 3 de novembro de 2009   | Cauldron                                                                                     |         |
| Jurassic: The Hunted                                 | Wii                  | 3 de novembro de 2009   | Cauldron                                                                                     |         |
| Jurassic: The Hunted                                 | Xbox 360             | 3 de novembro de 2009   | Cauldron                                                                                     |         |
| Call of Duty: Modern Warfare                         | Wii                  | 10 de novembro de 2009  | Treyarch                                                                                     |         |
| Call of Duty: Modern Warfare 2                       | Microsoft Windows    | 10 de novembro de 2009  | Infinity Ward                                                                                | [ 109 ] |
| Call of Duty: Modern Warfare 2                       | PlayStation 3        | 10 de novembro de 2009  | Infinity Ward                                                                                | [ 109 ] |
| Call of Duty: Modern Warfare 2                       | Xbox 360             | 10 de novembro de 2009  | Infinity Ward                                                                                | [ 109 ] |
| Call of Duty: Modern Warfare - Mobilized             | Nintendo DS          | 10 de novembro de 2009  | N-Space                                                                                      |         |
| Call of Duty: World at War - Zombies                 | iOS                  | 16 de novembro de 2009  | Ideaworks                                                                                    |         |
| Chaotic: Shadow Warriors                             | Microsoft Windows    | 17 de novembro de 2009  | Sand Grain Studios                                                                           |         |
| Chaotic: Shadow Warriors                             | Nintendo DS          | 17 de novembro de 2009  | Sand Grain Studios                                                                           |         |
| Chaotic: Shadow Warriors                             | PlayStation 3        | 17 de novembro de 2009  | Sand Grain Studios                                                                           |         |
| Chaotic: Shadow Warriors                             | Xbox 360             | 17 de novembro de 2009  | Sand Grain Studios                                                                           |         |
| Hot Wheels: Battle Force 5                           | Nintendo DS          | 17 de novembro de 2009  | Virtuos                                                                                      |         |
| Hot Wheels: Battle Force 5                           | Wii                  | 17 de novembro de 2009  | Sidhe Interactive                                                                            |         |
| Tony Hawk: Ride                                      | PlayStation 3        | 17 de novembro de 2009  | Robomodo                                                                                     |         |
| Tony Hawk: Ride                                      | Wii                  | 17 de novembro de 2009  | Buzz Monkey Software                                                                         |         |
| Tony Hawk: Ride                                      | Xbox 360             | 17 de novembro de 2009  | Robomodo                                                                                     |         |
| Guitar Hero: Van Halen                               | PlayStation 2        | 22 de dezembro de 2009  | Budcat Creations                                                                             |         |
| Guitar Hero: Van Halen                               | PlayStation 3        | 22 de dezembro de 2009  | Underground Development                                                                      |         |
| Guitar Hero: Van Halen                               | Wii                  | 22 de dezembro de 2009  | Underground Development                                                                      |         |
| Guitar Hero: Van Halen                               | Xbox 360             | 22 de dezembro de 2009  | Underground Development                                                                      |         |

## Ligações Externas
- Lista de jogos eletrônicos da Activision no MobyGames